# どんぐりコロコロ豚
どんぐりコロコロ豚（どんぐりコロコロとん）とは、広島県庄原市において広島県立広島大学などが開発した豚である。

## 概要
2007年（平成19年）から2008年（平成20年）度に庄原市研究助成事業で研究開発された。ドングリを飼料に用いたり、里山で豚の放し飼いを行っている。県立広島大学では、助成対象研究課題として「庄原市における放牧およびドングリ飼育による養豚の確立」として、生命環境学部で進められた。
2009年から試験販売されており、販売先は庄原市内の物産館「食彩館しょうばら ゆめさくら」、および市内の飲食店である。2012年の飼養頭数は32頭、2013年は79頭であった。また、どんぐりコロコロ豚の放牧と出荷が秋から翌年春に限定されているため、夏季が端境期となるという問題点が指摘されている。
どんぐりコロコロ豚のマークに用いられるキャラクターは「ろこぴー」という。